# Infern- Cant Trenta-quatrè

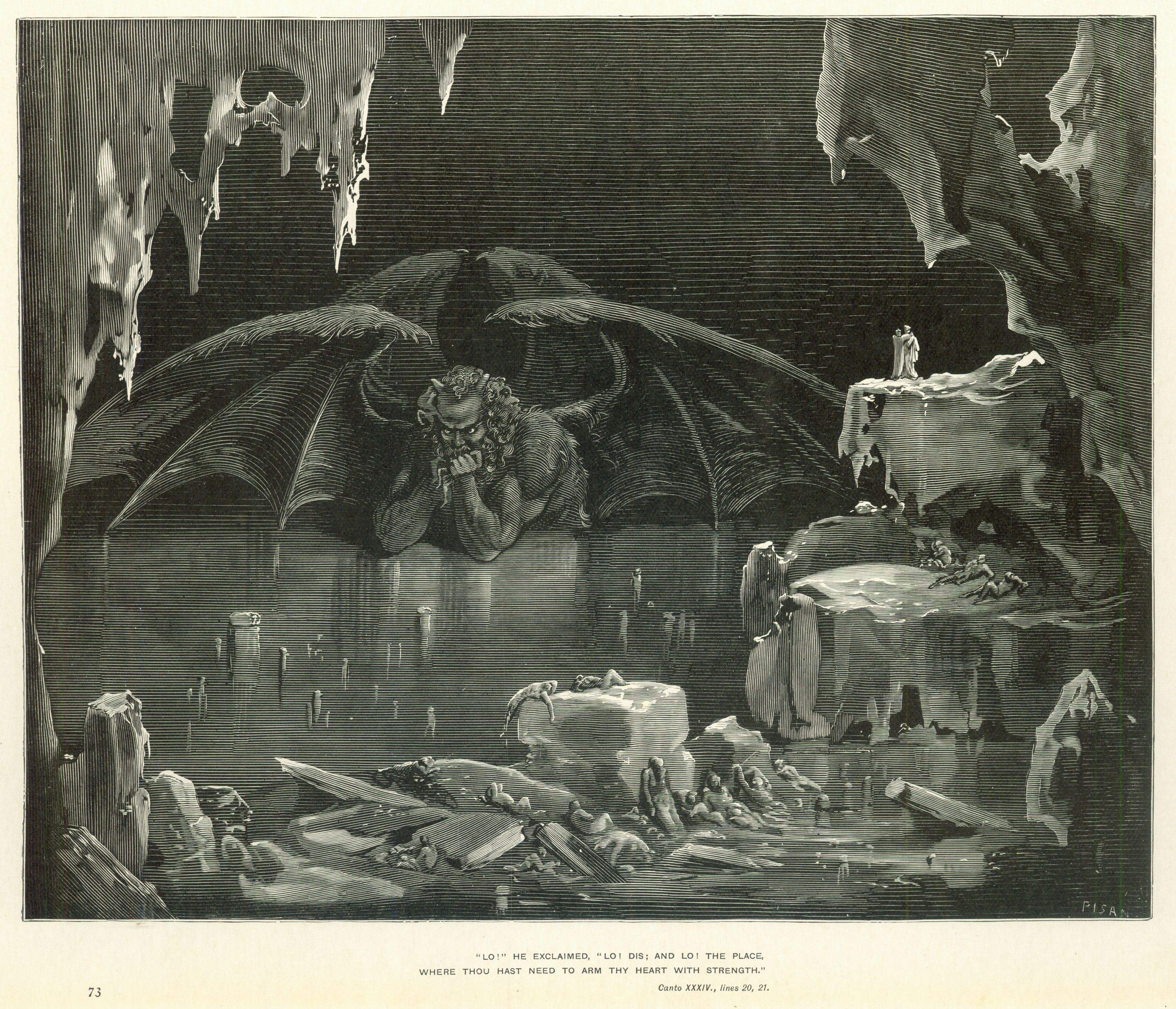
Gustave Doré. Cant trenta quatrè de l'Infern. Llucifer.

El cant trenta-quatrè de l'Infern de Dante Alighieri té lloc a la quarta zona del novè cercle, al gel de Cocit, on són castigats els traïdors dels benefactors; som al vespre del 9 d'abril de 1300 (dissabte sant), o segons altres comentaristes del 26 de març de 1300.
Aquest és l'últim cant de l'Infern: Dante i Virgili veuen Llucifer, l'origen de tot mal, i baixen al centre de la Terra al llarg del seu cos, pujant fins a sortir a l'altre hemisferi on es troba el Purgatori, tema del següent llibre o càntic.

## Anàlisi del cant

### Giudecca: els traïdors dels benefactors - versos 1-15
"Vexilla regis prodeunt inferni"
(v. 1)
El 34è cant de l'Infern comença amb l'única frase en llatí que es diu a l'Infern, i que és una modificació d'aquella amb la qual comença el famós himne de Venanci Fortunat, bisbe de Poitiers al segle VI i que ha passat a formar part de la litúrgia catòlica, en el ritu del Divendres Sant i les festes de la Invenció i Exaltació de la Creu. El “vexilla regis”, que a l'himne llatí indica que s'apropa la creu, com a estendard de Crist, en lloc de la insígnia de la veritable creu, per a la qual es va compondre, Dante afegeix a la frase, la paraula "inferni", per introduir solemnement la visió de Llucifer.
- La solemnitat de l'inici és subratllada per la fórmula litúrgica i l'ús del llatí; i el to no té res per si mateix, com se sol dir, d'irònic o paròdic: la representació de Llucifer vol ser espantosa, amb aquells aspectes monstruosos i grotescs que el poeta obté de les llegendes populars i les invencions figuratives de l'art romànic i gòtic, però no està exempta de grandesa; s'hi reuneix el concepte i el símbol de tot el mal del món, pensem que ens trobem davant del més gran rebel i s'hi relacionen, d'una banda, l'al·legoria de la doctrina política i moral (vv. 55-67), i de l'altra la solemne concepció cosmogònica de l'escriptor (vv. 121-26).
Aquí la troballa de l'inici, de moviment solemne i lúgubre, resulta de donar el títol al cant de Llucifer, i donar-li el seu específic i tràgic valor d'anti-Déu, sense nominar-lo encara, però transformant-lo només en un pressentiment espantós, un horror imminent.
Aleshores Virgili diu que les insígnies, enteses com els signes, del rei dels inferns avancen cap a ells, de manera que convida Dante a mirar cap endavant per veure’l. Dante creu veure una mena d'edifici, com un molí que en la nit aparegués enmig de la boira; una forta ventada (ràfega de vent), fa tremolar al poeta que s'amaga darrere del seu guia com d'un escut: “ché non lì era altra grotta,” per falta de recer.
Mirant al voltant Dante veu la més aterridora desolació, tant que el Dante narrador fins i tot s'esgarrifa a l'hora de “posar en vers”, és a dir, a l'hora de compondre el poema: les ombres dels condemnats estan totes enterrades en el gel i transparenten com palla sota un vidre; d'aquestes ànimes, algunes es troben gitades, d'altres rectes amb el cap amunt o avall, d'altres estan inclinades en forma d'arc amb el cap envers la planta dels peus.
Probablement a cadascuna d'aquestes posicions podria correspondre un grau diferent de culpa, però Dante no ens en dona explicació: els condemnats estan petrificats i muts, ni Dante, ni Virgili n’assenyalen cap. Només més tard (v.: 117) se sabrà que aquesta zona del novè cercle és la Judeca, per Judes Iscariot. No és clar, per manca d'indicis unívocs, si els que estan aquí són castigats per ser traïdors a l'Església i l'Imperi o més genèricament els traïdors als seus benefactors: només tres grans pecadors seran esmentats, els que estan en les boques del Diable i d'aquesta menció s'ha intentat deduir la culpa de la resta.

### Llucifer - vv. 16-56
Quan els dos són prou a prop per veure: ”la criatura que abans fou tan bella,”, Virgili s'aparta de davant i deixa lliure la visió a Dante dient: "Mira Dite, i mira el lloc on et caldrà armar-te de fortalesa”.
Dante espera encara una mica abans de descriure la visió culminant de l'Infern i per crear una expectativa en el lector, i exposa primer algunes de les seves sensacions: “Com de gelat i fluïx em vaig quedar, / no ho preguntes lector, que no ho escric / perquè no tinc prou paraules per dir-ho. / No vaig morir ni vaig continuar viu: / pensa una mica, si ets intel·ligent, / com em trobava, sense mort ni vida.” (vv. 22-27).
En aquest moment Dante comença directament la descripció de l'aparició real  i no ho fa pas a mitges:
«L'emperador del regne del dolor
eixia del glaç de mig pit en amunt. »
(vv. 28-29)
Dante veu a Llucifer com un emperador caigut, amb la seva pròpia majestat, que està clavat en el gel fins al pit. És un vençut, impotent davant de Déu, de tal manera que fins i tot els homes el poden ridiculitzar: Giotto el pinta gras en la capella dels Scrovegni (1306), i Dante l'utilitzarà com a escala, per sortir de l'Infern.
La seva immòbil enormitat recorda els Gegants del Cant XXXI, de fet, Dante fa una comparació amb ells, utilitzant-se també ell com a terme de comparació i ens diu que: hi ha més relació entre un gegant i ell, que entre un gegant i els braços de Llucifer, calculant així aproximadament l'alçada total de Satanàs en un quilòmetre i mig.
“Si abans va ser tan bell (abans de rebel·lar-se contra Déu) com ara és lleig, i alçà les celles (és a dir, es va revoltar) contra qui el va fer” (Déu), en lloc d'agrair-li la bellesa que li havia donat, llavors naturalment: “cal que d'ell vinga tot el mal del món.”
El poeta té presents passatges bíblics que parlen de la caiguda de Llucifer, com els del Llibre d'Isaïes (XIV, 11-15) i l'Evangeli de Lluc (X, 18).
Les tres cares monstruoses del diable generen a Dante un gran estupor: una central vermella, les altres dues blanca-groga,la de la dreta, i negra la de l'esquerra, com la que tenen els quals provenen de la vall del Nil, és a dir, els etíops, totes tres s'ajuntaven a la part posterior del clatell, on alguns animals tenen la cresta.

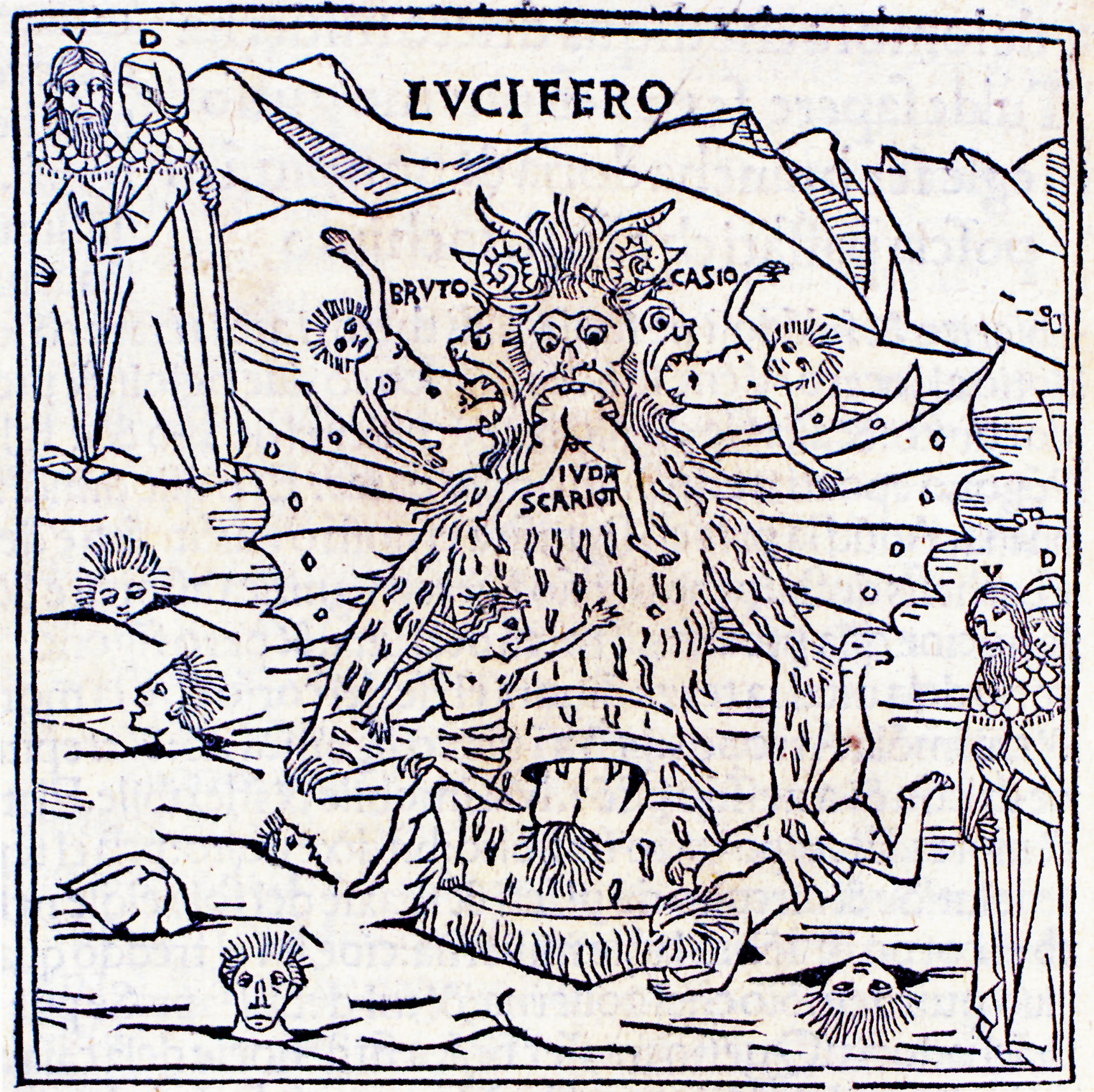
Llucifer vist per Petrus de Plasiis per a la Divina Comèdia (1491)

A part de la connotació dels colors (potser els tres colors hermètics de l'Obra al negre, al blanc i al vermell), les tres cares serien el càstig de Llucifer: ja que aspirava a ser Déu, ara és una paròdia monstruosa en contraposició a la Trinitat; si les característiques divines són: “la divina potència, / l'alta saviesa i el primer amor.” (Inf. III, vv. 5-6), llavors les característiques de Beelzebub serien, les contràries: la impotència, la ignorància i l'odi.
Sota cadascuna de les cares surten dues grans ales proporcionades amb l'enorme “ocell” (metàfora del cos de Llucifer). Dante confessa que no n’ha vist mai cap com aquelles i que no tenien plomes, similars a les de “vispistrello” (“ratpenat”, més influït pel terme modern del llatí vespertilio).
Els tres parells d'ales també són característics dels àngels serafins, els més propers a Déu, dels quals Llucifer també formava part. A partir d'aquestes ales s'originen tres vents que congelen tot el Cocit. El detall de les ales i les tres cares (antítesi de la Trinitat) són les úniques concessions al monstruós en aquest Satanàs de Dante: tots els elements grotescos: banyes, cues de serp, potes amb urpes... etc, típics de les figuracions iconogràfiques i literàries contemporànies estan absents (pensem per exemple en el diable dels mosaics del Baptisteri de Florència que Dante coneixia bé).
“Plorava amb els sis ulls, i degotaven / baves sagnants i plor per tres barbetes.”, és a dir a les tres cares corresponen sis ulls que ploren i tres mentons, que gotegen llàgrimes i bava de sang: és així perquè cada boca tritura un condemnat.

### Judes, Brutus i Cassius - vv. 57-67
El del davant, pel qual les mossegades no eren res en comparació amb les esgarrapades que el Diable li infligia de tant en tant a l'esquena, Virgili l'assenyala com a Judes Iscariot, “que té el cap dins i mou les cames fora”. Els altres dos són Marc Juni Brut, a la boca del cap negre de l'esquerra, que: “es retorç sense dir res” (aquesta és una de les condicions de la magnanimitat, però no és l'única necessària, i com en el cas de Capaneo no exclou la condemna de Dante); l'altre “que sembla tan robust”, és Cassi Longí (en l'atribut de robustesa potser Dante es va equivocar amb Luci Cassi, seguidor de Catilina, citat per Ciceró) a la boca del cap de la dreta.
En els tres traïdors suprems, Dante volia atacar aquells que primer van atacar els dos poders més alts, ambdós preordinats per Déu com a guies de la humanitat per aconseguir la felicitat terrenal i la del més enllà. Judes va trair Jesús de qui deriva l'autoritat dels papes i Brut i Cassi van trair Cèsar, el "primer alt príncep", fundador de l'autoritat imperial desitjada per la providència. El càstig infligit al primer és més greu perquè el poder espiritual i el propòsit de la felicitat celestial dominen, el poder temporal i l'objectiu de la felicitat terrenal.
Dante no utilitza la trivialitat, present en canvi en moltes obres pictòriques ja citades, com a Giotto, del diable que «evacua» (pel recte) els pecadors mastegats i menjats i que a continuació torna a turmentar.

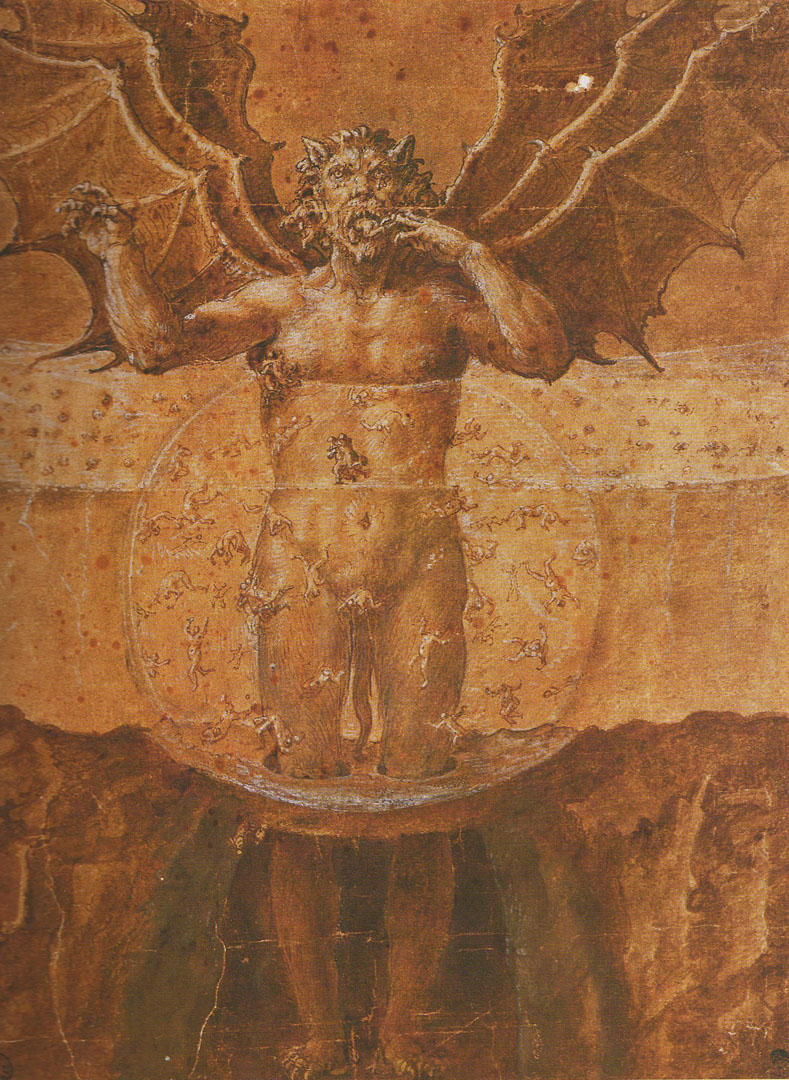
Llucifer Cant trenta-quatrè segons Giovanni Stradano (1587)

### Descens dels poetes al llarg del cos de Llucifer - vv. 68-99
El Llucifer de Dante no interactua gens amb els dos pelegrins, aïllat en la seva inabastable solitud. Durant la descripció, els dos poetes es van acostant fins a arribar a prop de Satanàs, Virgili, a continuació, convida Dante a agafar-se al seu coll i, amb un salt, quan les ales estan obertes en una posició favorable, s'aferra al bust pelut del diable i comença a baixar: “de tofa en tofa”.
Arribats al punt on les cuixes s'ajunten als malucs (és a dir, a la zona de la pelvis), Virgili: “el guia, ple d'angoixa i de fatiga, / abaixà el cap on tenia les cames / i es va agafar al pèl com si pujara: / vaig creure que tornàvem a l'infern.”, mentrestant el mestre li mana que s'agafi fort, que aquella és l'única escala: “per on cal deixar el lloc del mal”. Han passat el centre de la terra i han entrat a l'hemisferi sud, de manera que la gravetat és al revés i la direcció cap a la qual baixaven, ara és de pujada.
Aquesta escalada per sobre del principi de tot mal, també pot ser llegida  en sentit al·legòric, com a condició necessària del coneixement total abans d'ascendir a la purificació del Purgatori.
Llavors Virgili surt pel forat d'una roca i fa seure Dante a la bora d'aquest forat; després es dirigeix vers Dante: “i s'acosta amb un pas ben calculat.”, probablement volent donar a entendre el salt ben calculat que el mestre fa des del pèl (velló) lluciferí fins a la bora rocosa.
Alçant els ulls, Dante veu amb sorpresa les cames de Llucifer cap amunt, i diu: “si jo llavors em vaig sentir torbat, / que ho pensen els incultes, que no veuen / quin és el punt que havia travessat.”
Virgili insta Dante a reprendre el camí immediatament, ja que: “la via és llarga i el camí dolent,” (és a dir difícil), “i el sol ja està tornant a mitja tèrcia.”, és a dir els pelegrins són a l'hemisferi sud i allà és el matí i és la meitat de la tercera part del dia entre les 6 i les 9 del matí, aproximadament doncs les 7:30 hores. No és un bon camí: “No érem en la gran sala d'un palau / sinó en una caverna natural, / amb el sol aspre i llum insuficient.”.

### Explicació cosmològica de Virgili - vv. 100-126

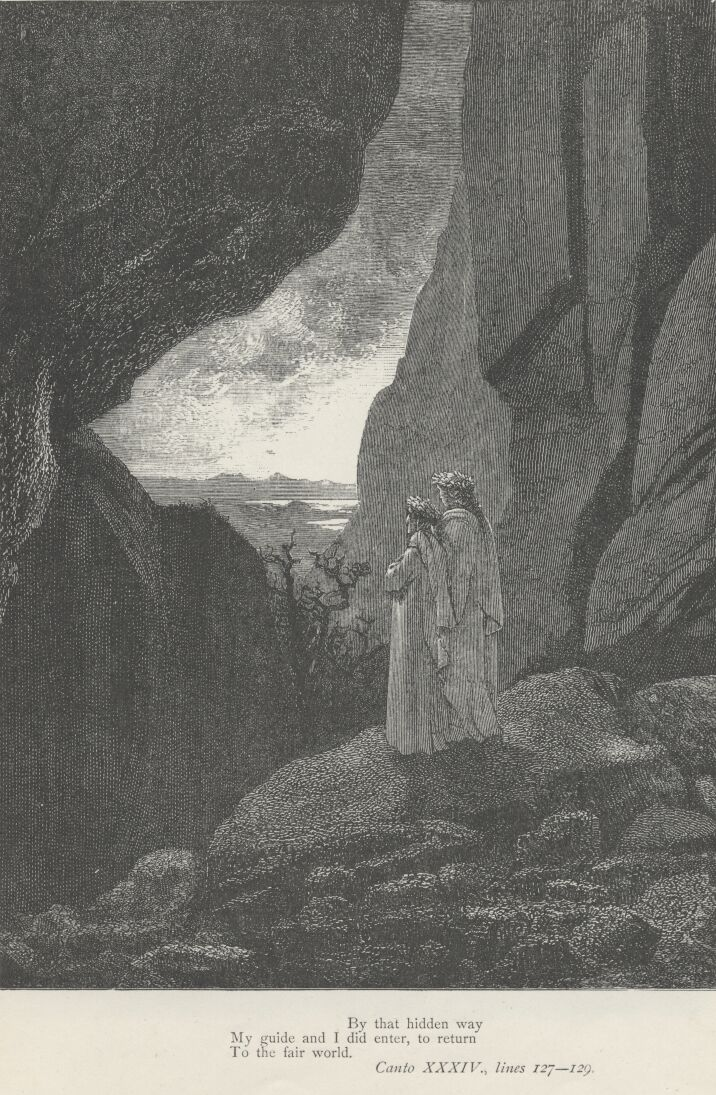
Gustave Doré. Infern cant trentaquatrè: "I eixírem a reveure les estrelles."

Mentre els dos reprenen el viatge, Dante demana a Virgili si, abans d'abandonar definitivament l'Infern, li pot resoldre algunes preguntes: sobre “on és el gel?, i aquell com és que està / clavat pel cap?, i com ha anat el sol / des del vespre al matí en tan poc de temps?”.
Virgili comença la seva explicació dient-li a Dante que es troben al nou hemisferi (hemisferi sud), ja no, en aquell on ell es va agafar al “pèl del monstre”, ja que han superat el punt al qual tendeix: “el pes de tots els cossos.”, és a dir el centre de la terra. Vet aquí l'hemisferi contrari al cobert per les terres emergides: “la terra eixuta, / i en el centre del qual va ser mort l'home / que sense pecat nasqué i visqué;” (és a dir, Jesús a Jerusalem, la ciutat que segons la geografia de l'època es considerava sota el meridià principal).
Responent llavors a la primera pregunta de Dante, li diu que ara caminen sobre una petita esfera que cobreix l'altre costat (altra cara) de la Judeca, l'última zona del llac gelat; pel que fa a la tercera pregunta, explica que quan és de nit allà, aquí és el matí; i que Llucifer, en fi, està exactament com estava abans.
Llucifer com a àngel rebel, quan va caure del cel es va enfonsar en aquest hemisferi cap per avall i la terra per no tocar-lo es va amagar sota el mar, sobresortint tota per l'altre hemisferi; el Diable es va quedar clavat al centre de la terra i el que hi havia al seu voltant, per fugir encara més, es va desplaçar movent-se cap a l'hemisferi sud, creant un buit al voltant de Llucifer (aquesta explicació subratlla com fins i tot la terra, una matèria en si mateixa vil, de molt baixa condició, fuig menyspreant el seu contacte). Una porció d'aquesta terra, però, va emergir directament des del fons, on deixà un buit, i va formar la muntanya del Purgatori que més endavant trobaran els viatgers: una “explicació” curiosa, si més no.

### Ascensió als antípodes des de l'infern - vv. 127-139
Per tant, des de Belzebub, continua Virgili, hi ha un lloc llarg: “com l'extensió que té aquesta caverna,” (“caverna natural”, que és la cova als antípodes per la qual Dante comença a pujar després d'haver-se desenganxat dels cabells de Llucifer), on es reconeix un corrent pel so, no per la vista, que brolla d'una pedra que Llucifer ha erosionat i que té poc pendent.
En general, aquest rierol s'interpreta com el Leteu, que neix al paradís terrenal i que després de rentar les ànimes del purgatori dels records dels seus pecats flueix cap al Cocit amb els mals que porta, de la mateixa manera que els rius infernals baixen de l'altre hemisferi (Infern Cant XIV).
Virgili i Dante, a continuació, entraren: “en aquell / camí amagat per tornar al món clar; / i sense preocupar-nos del descans, / vam pujar, ell primer i jo segon, / fins que ja vaig veure les coses belles / que porta el cel, per un forat redó”.
“I eixirem a reveure les estrelles.”
(v. 139)
El viatge a l'Infern ha durat 24 hores des de la posta de sol i trigarà 21 hores més a tornar a la superfície terrestre, des del matí fins a la nit següent, amb l'arribada just abans de la matinada a la muntanya del Purgatori.
L'infern acaba amb la paraula "estrelles", que, com en els altres dos càntics, tanca la història, ja que les estrelles de Dante (com a seu del Paradís) són el destí natural de l'home i del seu desig de coneixement, a través del seu esforç per aixecar-se i mirar cap amunt. Amb les referències a la claredat i la llum (vv. 96, 105, 118, 134), a les coses belles i a les estrelles, Dante comença a predir el Purgatori, on la tonalitat del poema serà totalment diferent.

## Recitats a la xarxa
- Sermonti, Vitorio: https://www.youtube.com/watch?v=iN50iBYtEkU&t=1766s&pbjreload=101
- Paràfrasi i imatges animades: https://www.youtube.com/watch?v=Mx_HxtwbULQ
- Albertazzi Giorgio: https://www.youtube.com/watch?v=hS456oIJ0og
- Gassman, Vittorio: https://www.youtube.com/watch?v=mGobsFDQZto&t=2s